# 7784 Watterson
7784 Watterson è un asteroide della fascia principale. Scoperto nel 1994, presenta un'orbita caratterizzata da un semiasse maggiore pari a 2,2680155 UA e da un'eccentricità di 0,2356055, inclinata di 23,34307° rispetto all'eclittica.